# Zwanenwater
Het Zwanenwater is een 604 hectare groot natuurgebied van de Vereniging Natuurmonumenten ten zuiden van Callantsoog.
Het Zwanenwater bestaat uit vochtige duinvalleien, duinen met duingraslanden, duinheide en duinmeren. Aan fauna zijn de lepelaar, dodaars en zomertaling en een honderdtal andere vogelsoorten aanwezig. Er groeien zo'n 450 verschillende soorten planten, waaronder enkele orchideeën en 900 soorten paddenstoelen.
Het gebied is toegankelijk voor publiek. Leden van Natuurmonumenten en donateurs van het Landschap Noord-Holland hoeven hier niet extra voor te betalen. Niet-leden betalen wel entree. Het gebied is niet toegankelijk voor honden.

## Fotogalerij

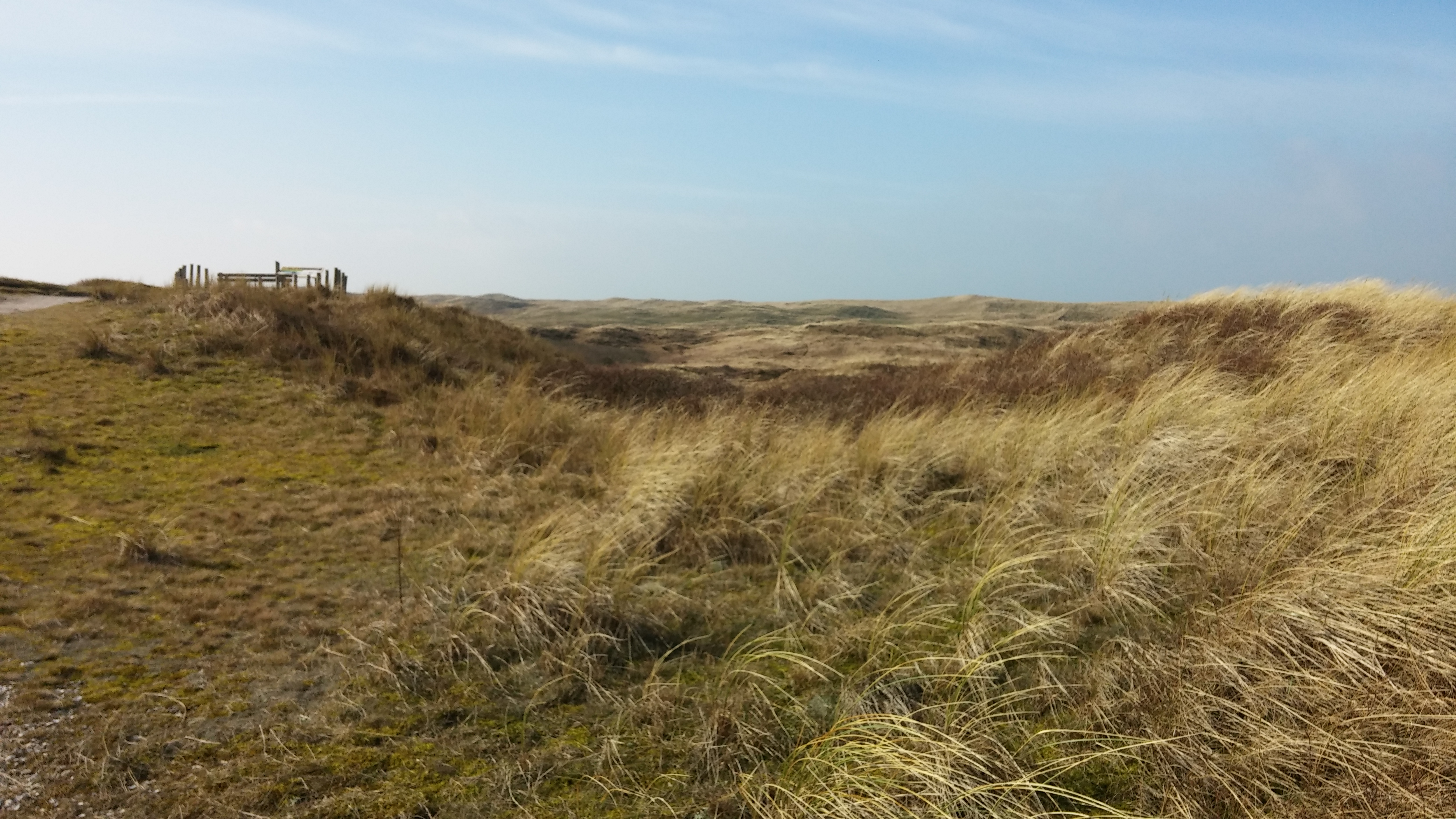
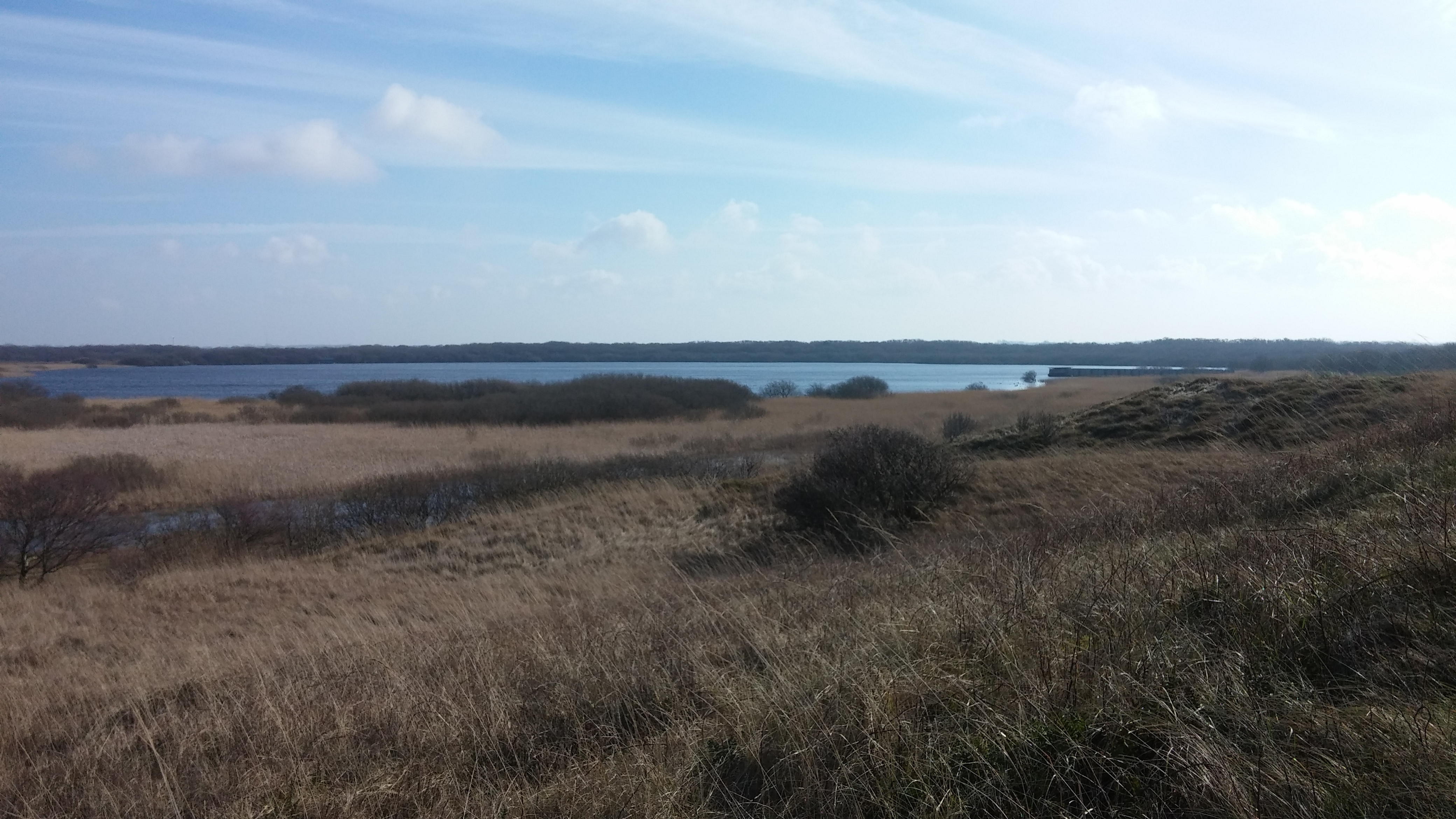
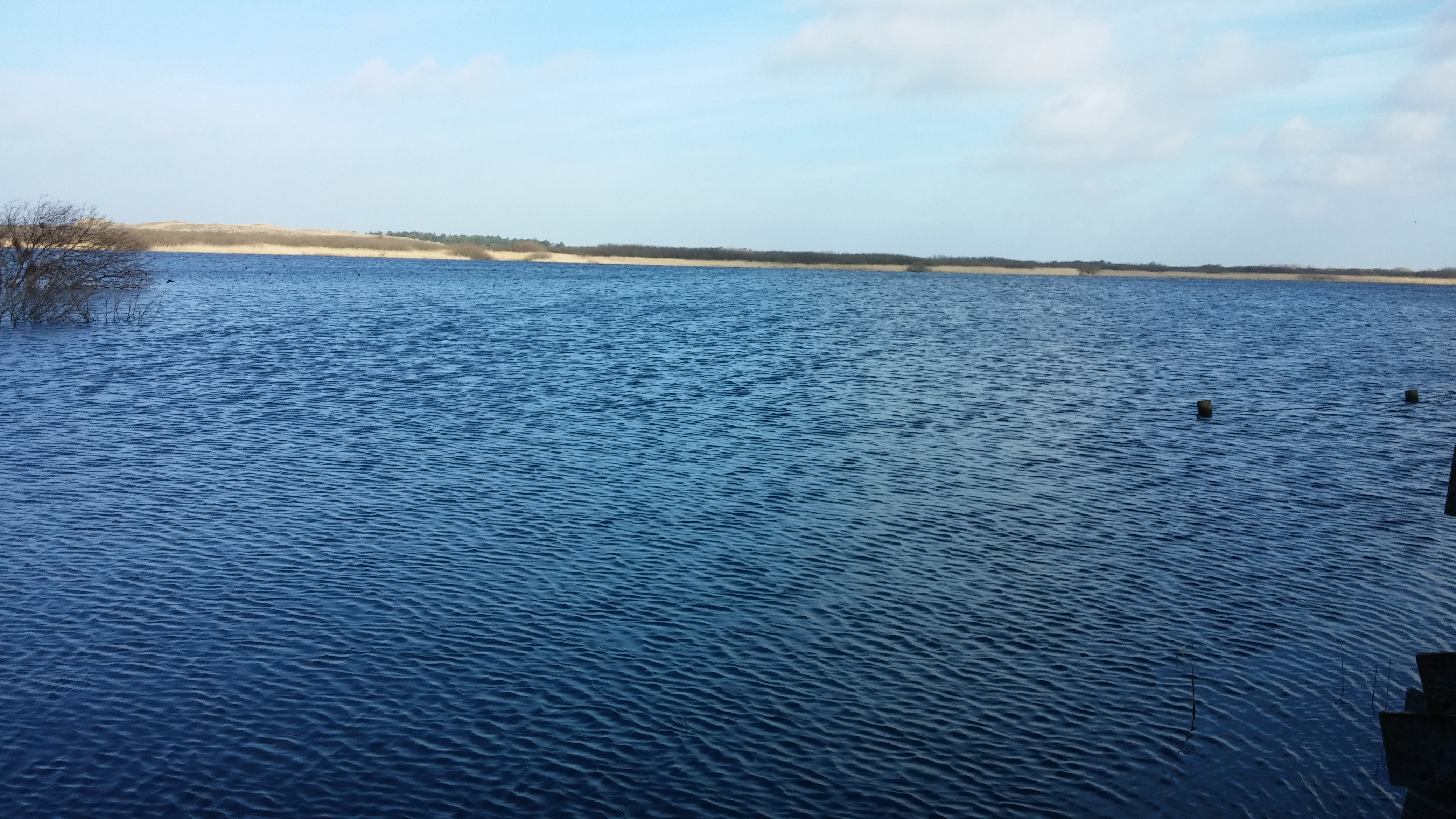
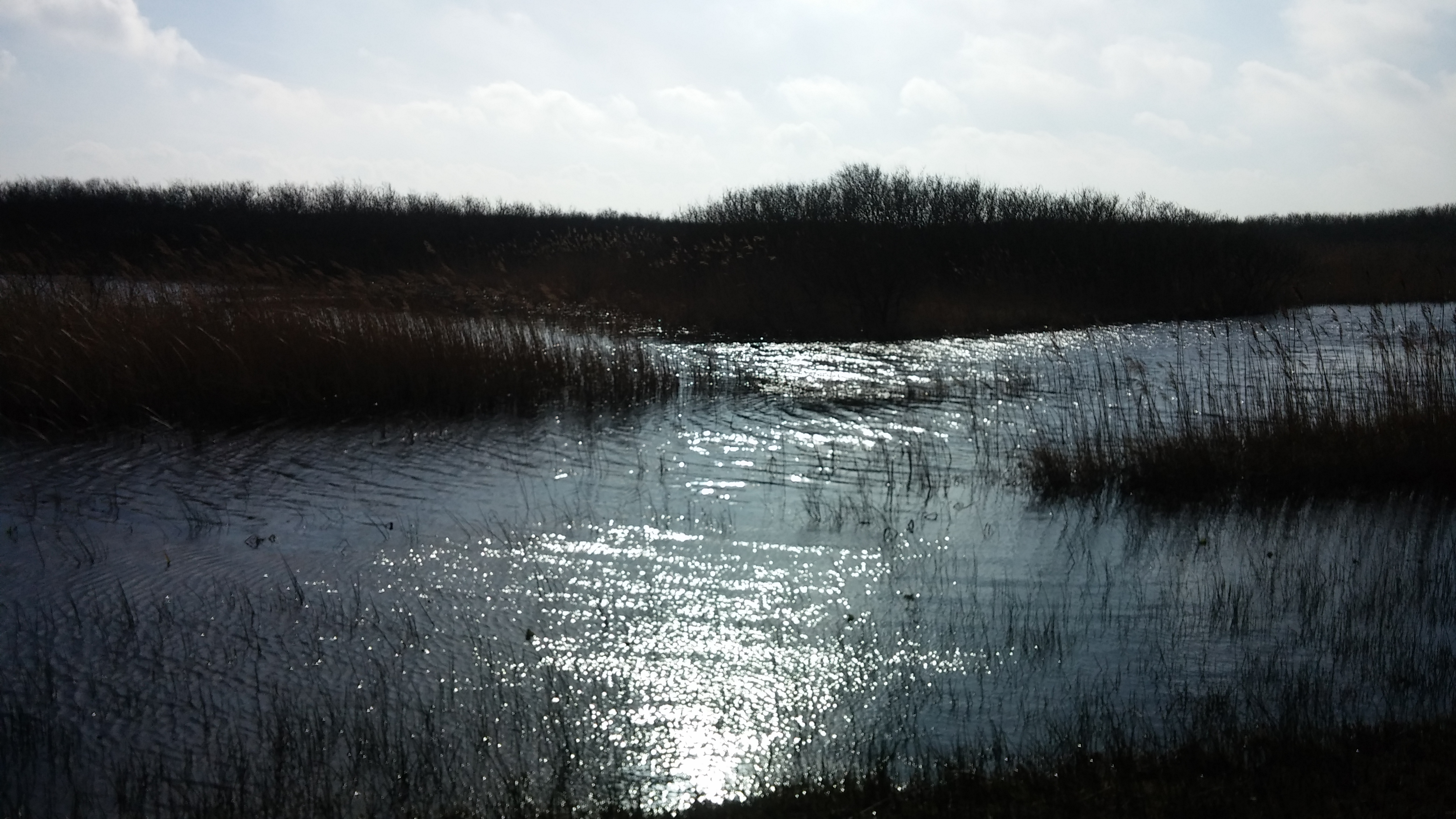
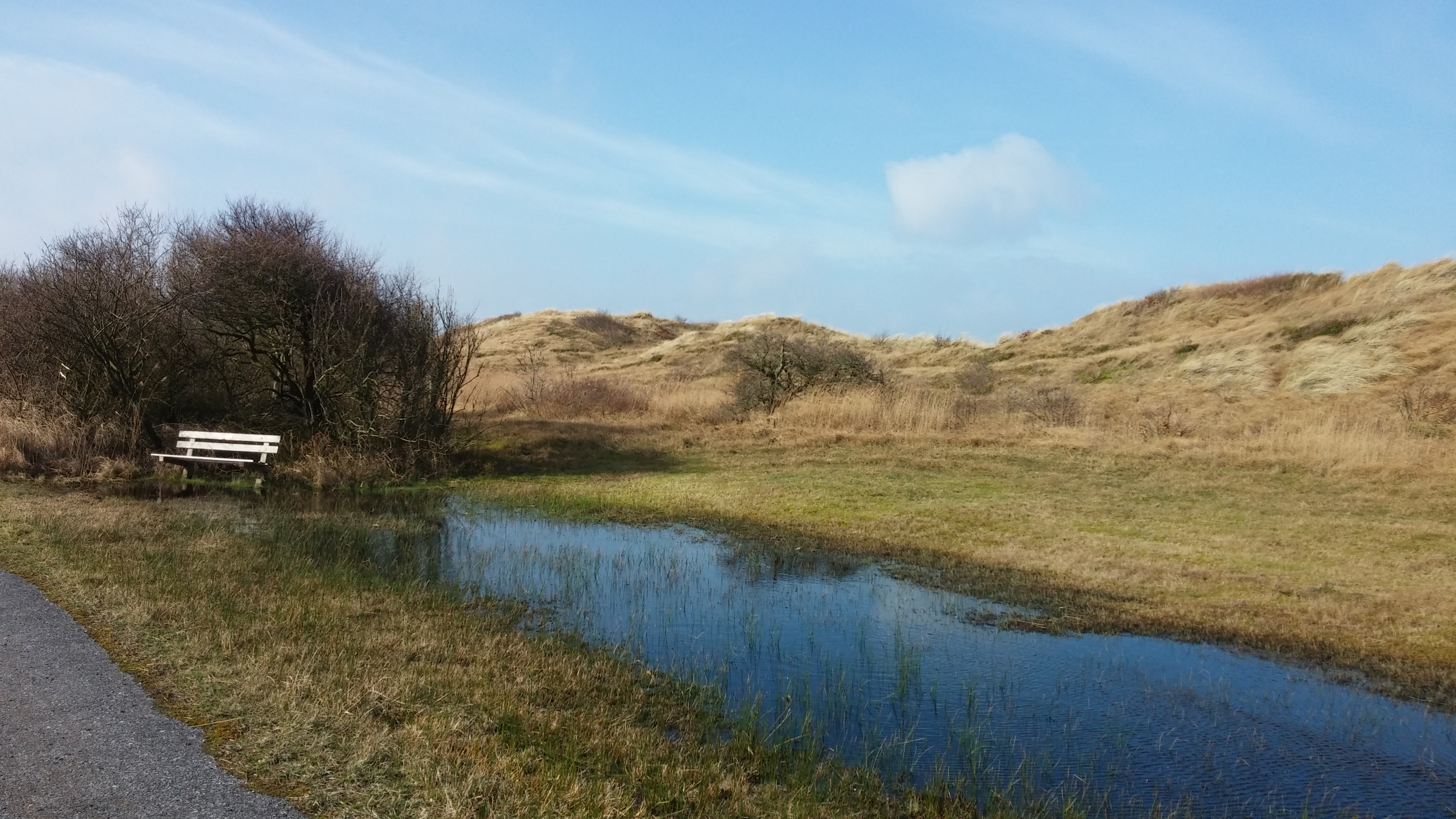
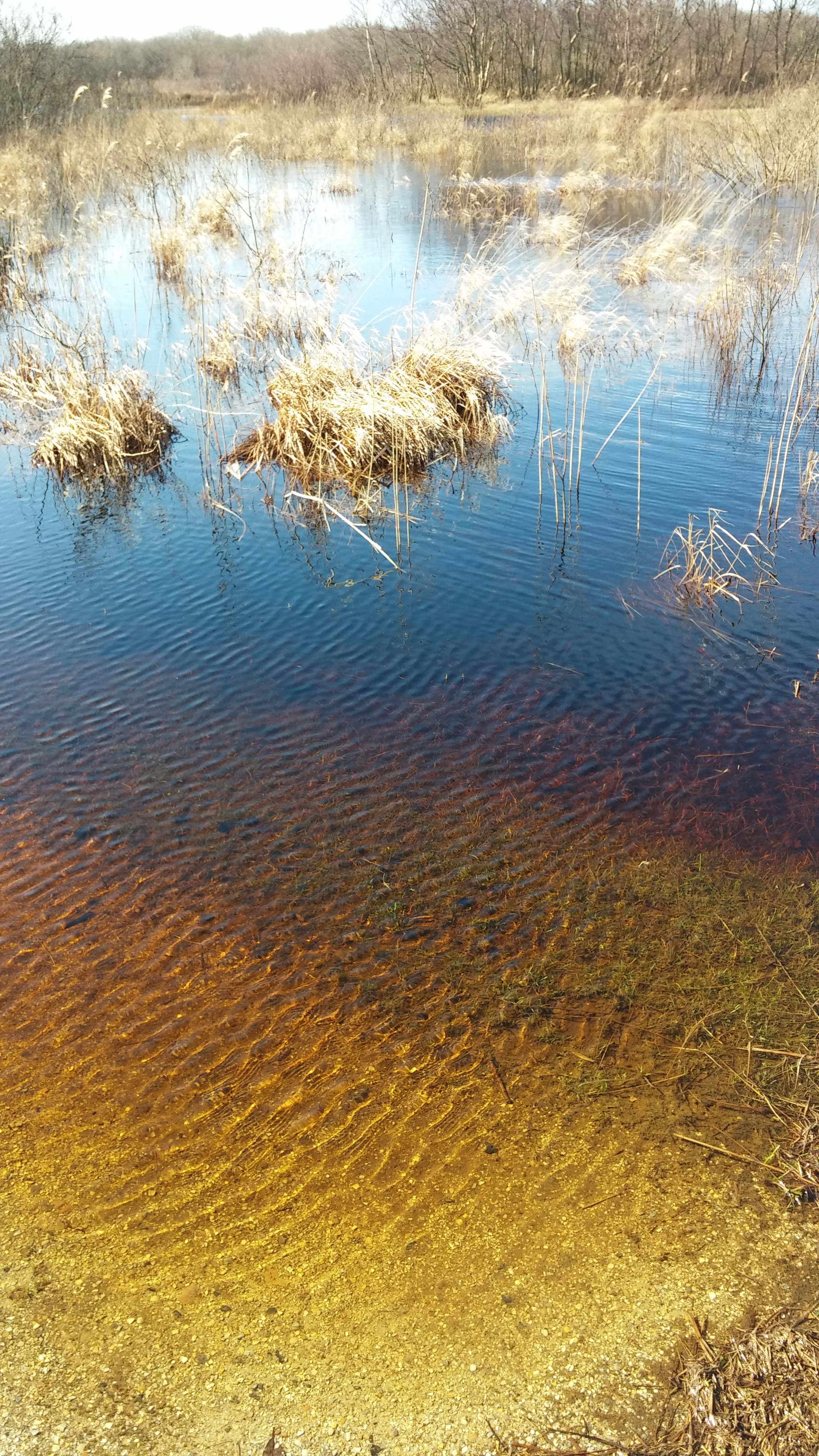
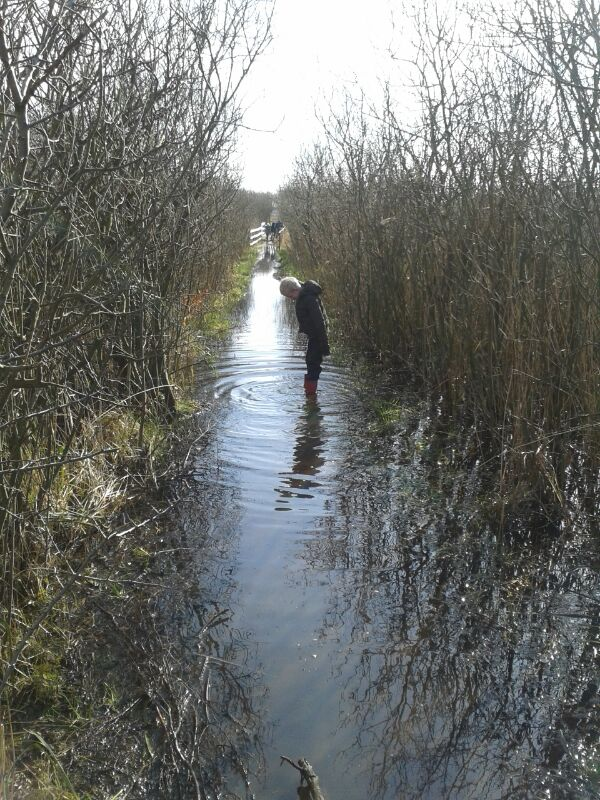
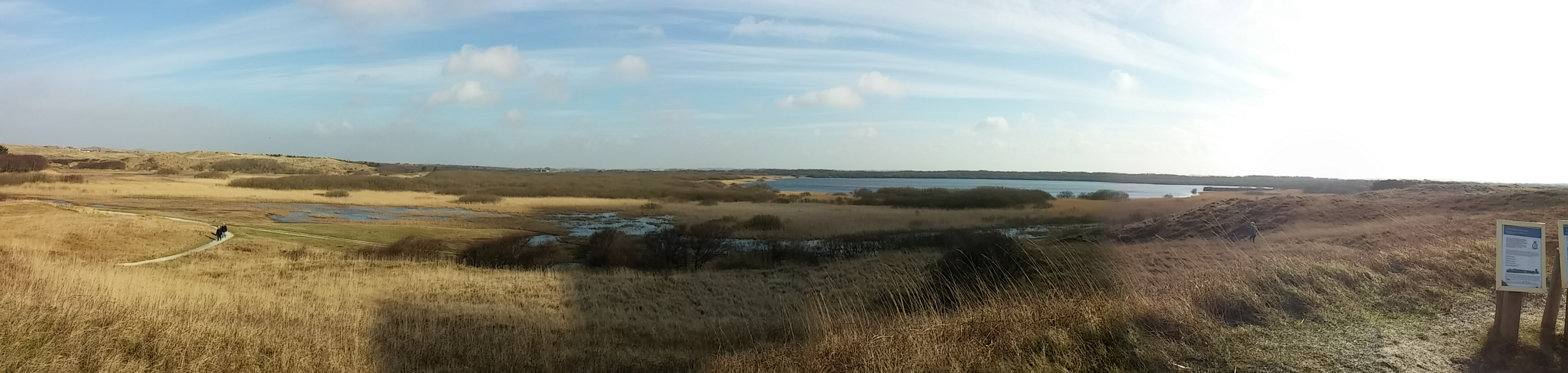
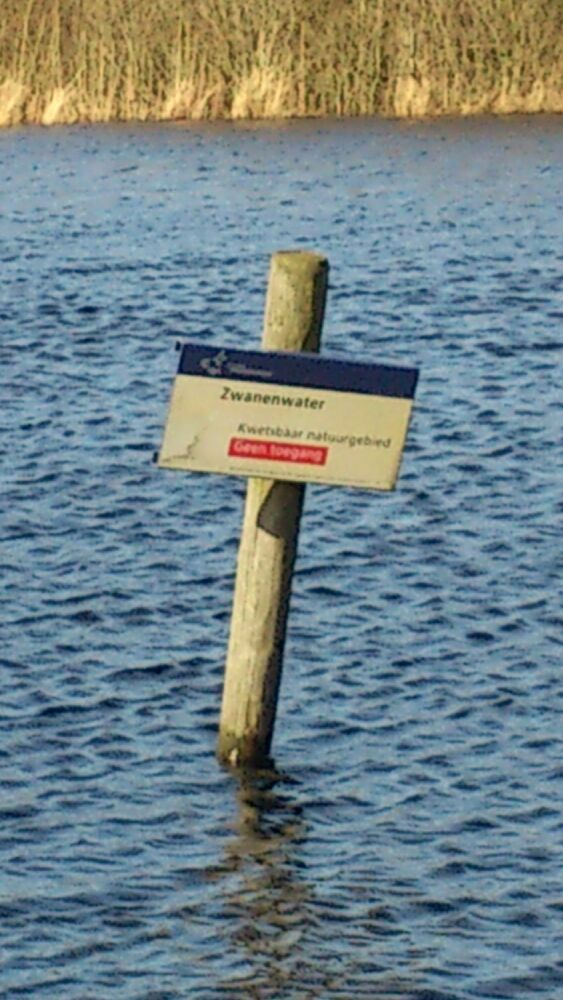
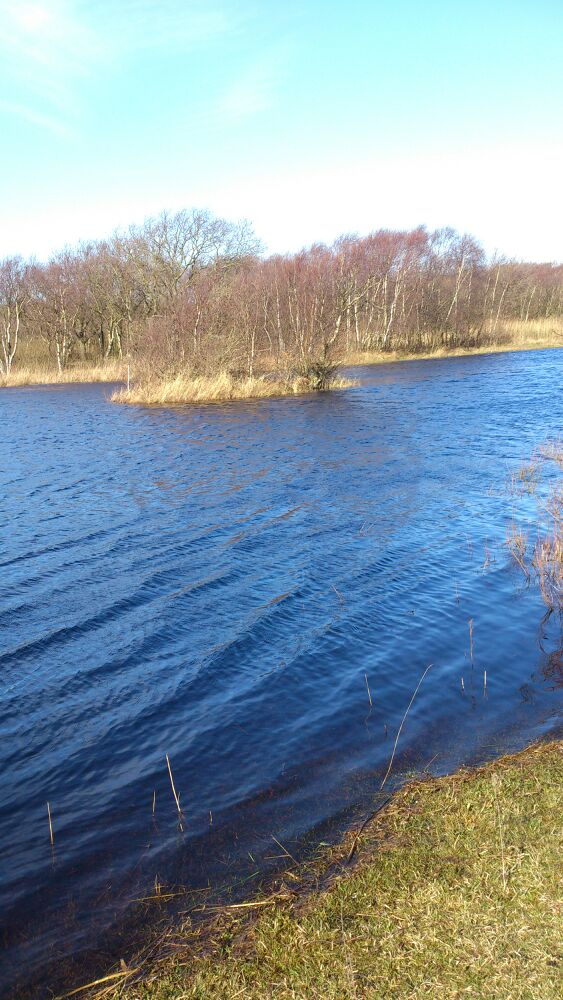